# Discografia di Tony Colombo
In questa voce è riportata la discografia completa del cantante italiano Tony Colombo.
La FIMI certifica le sue vendite complessive per 575 000 copie vendute.

## Album in studio
| Anno | Titolo                                 | Classifica | Certificazione                |
| 1994 | A' villeggiante                        | -          | -                             |
| 1995 | Scugnizza                              | -          | -                             |
| 1999 | Classicamente io                       | -          | -                             |
| 2000 | Uno dopo l'altro                       | -          | -                             |
| 2003 | Il giorno e la notte                   | 17         | -                             |
| 2004 | Al di là del mare                      | 20         | -                             |
| 2005 | Indispensabile                         | 18         | -                             |
| 2009 | Si accettano scommesse (Sott'e stelle) | 16         | -                             |
| 2011 | Il principe e il povero                | 6          | Certificazione : Oro (25.000) |
| 2013 | Solo                                   | 5          | Certificazione : Oro (25.000) |
| 2015 | Quello che vorrei                      | 10         | Certificazione : Oro (25.000) |
| 2016 | Sicuro                                 | 6          | Certificazione : Oro (25.000) |

## Singoli
| Anno | Titolo                                             | Posizione | Album di provenienza    | Certificazione                          |
| Anno | Titolo                                             | FIMI      | Album di provenienza    | Certificazione                          |
| ---- | -------------------------------------------------- | --------- | ----------------------- | --------------------------------------- |
| 1999 | A voglio bene                                      | -         | Classicamente io        |                                         |
| 1999 | Tre parole                                         | -         | Classicamente io        |                                         |
| 1999 | Lei e lui                                          | -         | Classicamente io        |                                         |
| 2000 | In una favola                                      | -         | Uno dopo l'altro        |                                         |
| 2003 | Rimpianti                                          | -         | Il giorno e la notte    |                                         |
| 2003 | Guardami                                           | -         | Il giorno e la notte    |                                         |
| 2004 | Si cagnata                                         | -         | Al di là del mare       |                                         |
| 2005 | Insieme a te                                       | -         | Indispensabile          |                                         |
| 2005 | Sotto le stelle                                    | -         | Indispensabile          |                                         |
| 2005 | Che pozze fà con Rosario Celeste                   | -         | Indispensabile          |                                         |
| 2006 | La regina dei sogni con Emiliana Cantone           | 18        | Indispensabile          |                                         |
| 2009 | Scusa se ti chiamo amore                           | -         | Si accettano scommesse  |                                         |
| 2009 | Amore mio                                          | -         | Si accettano scommesse  |                                         |
| 2009 | Mai nessuna                                        | -         | Si accettano scommesse  |                                         |
| 2009 | Se tu lo vuoi                                      | -         | Si accettano scommesse  |                                         |
| 2011 | Un altro amore dentro te                           | -         | Il principe e il povero |                                         |
| 2011 | A cchiù bella innamorata                           | -         | Il principe e il povero |                                         |
| 2011 | Ti guardo da lontano                               | -         | Il principe e il povero |                                         |
| 2012 | La donna che amo di più                            | 13        | Il principe e il povero | - Certificazione : Platino (50.000)     |
| 2012 | Na storia a telefono con Jole                      | -         | Il principe e il povero |                                         |
| 2013 | Via                                                | 7         | Solo                    | - Certificazione : Platino (50.000)     |
| 2013 | Sei bellissima                                     | 6         | Solo                    | - Certificazione : Platino (50.000)     |
| 2013 | Il nostro grande amore                             | 18        | Solo                    |                                         |
| 2013 | Io ti amo con Roberta Bella                        | -         | Solo                    |                                         |
| 2013 | Se tu lo vuoi                                      | -         | Solo                    |                                         |
| 2014 | Si solo mia con Nancy                              | -         | Quello che vorrei       |                                         |
| 2014 | Se questa volta fosse amore                        | 10        | Quello che vorrei       |                                         |
| 2014 | Quello che vorrei                                  | -         | Quello che vorrei       |                                         |
| 2015 | Amore amore amore                                  | -         | Sicuro                  |                                         |
| 2015 | Si e deciso                                        | 19        | Sicuro                  |                                         |
| 2015 | Nun saccie perdere                                 | -         | Sicuro                  |                                         |
| 2016 | Vasame con Miguel Vintos                           | 20        | Sicuro                  | - Certificazione : Oro (25.000)         |
| 2017 | Si bella cumme Napule                              | 5         | solo singolo            | - Certificazione : Platino (50.000)     |
| 2017 | Acaricia mi cuerpo con Alessio ed Emiliana Cantone | 6         | solo singolo            | - Certificazione : Platino (50.000)     |
| 2018 | Si cchiu forte e me                                | 4         | solo singolo            | - Certificazione : Oro (25.000)         |
| 2018 | Ti aspetto all'altare                              | 1         | solo singolo            | - Certificazione : Platino (3)(150.000) |
| 2018 | Se sposa dimane con Luciano Caldore                | 8         | solo singolo            | - Certificazione : Oro (25.000)         |

## Raccolte
- 2009 - Presente & futuro

## Cover
- 1994 - 'O sarracino - (di Renato Carosone)
- 95/02 - L'amica di Mamma - (di Fabrizio Ferri)
- 1999 - Malafemmena - (di Totò)
- 2008 - Buon Compleanno - (di Alessio)
- 2011 - Ancora - (di Eduardo De Crescenzo)
- 2010 - Passione - (feat. Sal da Vinci)

## Colonne sonore
- 2011 - Tatanka, regia di Giuseppe Gagliardi – (Sott'e stelle)

## Collaborazioni
- 2005 - Cristian feat. Tony Colombo – Viene ccà
- 2011 - Alessandro Turco feat. Tony Colombo – Chella f'ammore
- 2011 - Rosina De Vivo feat. Tony Colombo – Appiccecate ancora
- 2011 - Jole feat. Tony Colombo – Na storia a telefono
- 2013 - Mary Marino feat. Tony Colombo – Si te sbatte o' core
- 2016 - Roberta Bella feat. Tony Colombo - Io ti amo
- 2016 - Ida Rendano feat. Tony Colombo - Ma comme se permette